# آماندا لیتون
آماندا لیتون (به انگلیسی: Amanda Leighton) یک بازیگر آمریکایی است که بیشتر به خاطر ایفای نقش «اما» در سریال پرورشگاهی‌ها شهرت دارد.

## حرفه
لیتون حرفه بازیگری خود را از سن ۱۰ سالگی در شهر مادری خود آغاز کرد و اولین محرک او زمانی بود که در سن ۱۲ سالگی شروع به شرکت در کلاس های بازیگری کرد و برای امتحانات ابتدائی آن به لس آنجلس ، کالیفرنیا رفت.

او همچنین دارای ۱۱ سال تجربه رقص میباشد که از آن در مجموعه شبکه ای‌بی‌سی خانوادگی به نام "درستش کن یا بشکنش" استفاده کرد که در آن لیتون نقش یک ژیمناست به نام وندی کمشاو را ایفا کرد.

## فیلم ها
- شش فوت زیر زمین در نقش بچه کاکتوس آواز خوان (اپیزود: "The Silence")
- ذهن‌های مجرم در نقش تریش لیاک (اپیزود: "Risky Business")
- آناتومی گری در نقش سارا کسیدی (اپیزود: "Start Me Up")
- دکتر هاوس در نقش الینای جوان (اپیزود: "You Must Remember This")
- ۹۰۲۱۰ در نقش الکس اسکاربورگ (۳ اپیزود)
- دروغ‌گوهای کوچک زیبا در نقش دنیل (۲ اپیزود)
- پرورشگاهی‌ها در نقش اما (نقش دوره ای)
- استخوان‌ها در نقش شاونا (اپیزود: "The Purging of the Pundit")
- تایتان‌های نوجوان به پیش در نقش پاپی (صداپیشه اصلی)
- این ما هستیم در نقش سوفی نوجوان (نقش دوره ای)
- مشکل خوب در نقش اما (اپیزود: "A Very Coterie Christmas")